# サーフボードプログラム
サーフボードプログラム（SURFBOARD PROGRAM）とは愛知県のFM放送局であるZIP-FMで放送されている、主に1時間以上のワイド番組に内包される30分前後の番組を指す。

## 概要
ZIP-FMでは月-日曜を通して1時間以上のワイド番組を編成しているが、その中で30分間前後（主に20分から45分間）程度、別の番組を内包する。これを「ワイド番組の中に浮かんでいるサーフボードのようなスペシャルな番組」であることからサーフボードプログラムと呼び、番組開始時にナビゲーター（ラジオパーソナリティ）が「ここからの45分間は…」などとアナウンスすることも多い。ブロックワイドなどのようにフロート番組を挿入するという形態ではなく、原則として生放送の中で同じナビゲーターが担当しているため、一種のコーナー的な存在となっており、テレビで言うところのインサートに近い。『浮き船方式』ともいう。
この呼び方はZIP-FMのホームページなどで表記され、タイムテーブルにおいても当プログラムの個所は違う背景色になっている。また、これとは別に5分から10分程度のコーナー的な番組も存在し、これはショートプログラムと呼ばれている。
サーフボードプログラムのほとんどは一社スポンサーによるものが多いが、近年はノンスポンサーの番組も増えている。
なお、J-WAVEやFM802などのJFL系やそのほかの系列の番組でも、ワイド番組に内包された30分程度の番組は存在するものの、サーフボードプログラムなどの名称は特にない。

## 番組
2024年4月現在
- 時間は目安であり、前後することが多い。

### 月～木曜
get ready
- 12:00 - 12:15：HEISEIKANKO MUSIC BOX

### 金曜
FRIDAY MUSIC PUZZLE
- 12:17 - 12:37：WINTER WONDER LAND ※冬季のみ

JOYFUL
- 15:00 - 15:20：NICHIREI HAPPY FOODS

### 日曜
RADIO ORBIT
- 10:30 - 11:00：TOYOTA COROLLA NAGOYA presents CRUISING BEATS